# بريدجيت والترز
بريدجيت والترز (بالإنجليزية: Bridget Walters)‏ هي ممثلة أسترالية، (و. القرن 20  م).

## وصلات خارجية
- بريدجيت والترز على موقع IMDb (الإنجليزية)
- بريدجيت والترز على موقع قاعدة بيانات الفيلم (الإنجليزية)